# Самедов, Агасамед Гасан оглы
Самедов Агасамед Гасан оглы (17 сентября 1946, Ашхабад — 24 июля 2021, Баку) — азербайджанский эстрадный певец, Народный артист Азербайджанской Республики (2011).

## Биография
Агасамед Самедов родился 17 сентября 1946 года в Ашхабаде. В 1948 году, после землетрясения, его семья переехала в Баку, в район Ичери-шехер. После окончания класса скрипки в музыкальной школе имени Бюль-Бюля, где он учился вместе с такими прославившимися впоследствии деятелями, как Муслим Магомаев, Фархад Бадалбейли и Полад Бюль-Бюльоглы, он поступил в теоретический класс Музыкального училища имени А.Зейналлы.
С 1988 года Агасамед Самедов начал выступать на свадьбах, и настоящую популярность ему принесло исполнение песни, написанной Эльдаром Мансуровым на стихотворение Пируза Дилянчина «Qızlar» в 1992 году.
В 2000 году по результатам опроса населения Самедов официально получил титул «Короля свадеб», который ему присвоил корифей азербайджанской эстрады Мирза Бабаев. Самедов считал народную любовь своим величайшим успехом. Он был двукратным обладателем Независимой Национальной Общественной Премии «Грант», исполнителем более 150 песен, выпустил 5 альбомов и 20 клипов. 17 сентября 2001 года в «Саду звезд», главным продюсером которого был Эльдар Багирбеков, была установлена звезда с его именем. 12 сентября 2011 года Самедов был удостоен почетного звания Народного артиста.
Агасамед Самедов скончался 24 июля 2021 года в возрасте 74 лет от сепсиса и септического шока.

## Известные песни
- Qızlar
- Bu dünyanın üzünə bax!
- Bakılı balasıyam
- Sensiz qalan dünya
- Sevgimiz
- Taleyimə qurban olum
- Yenə görüşərik

## Фильмография
- Yanmış körpülər (фильм, 2007)
- El içində (передача, 2007)